# K’inich Ahkal Mo’ Nahb III.

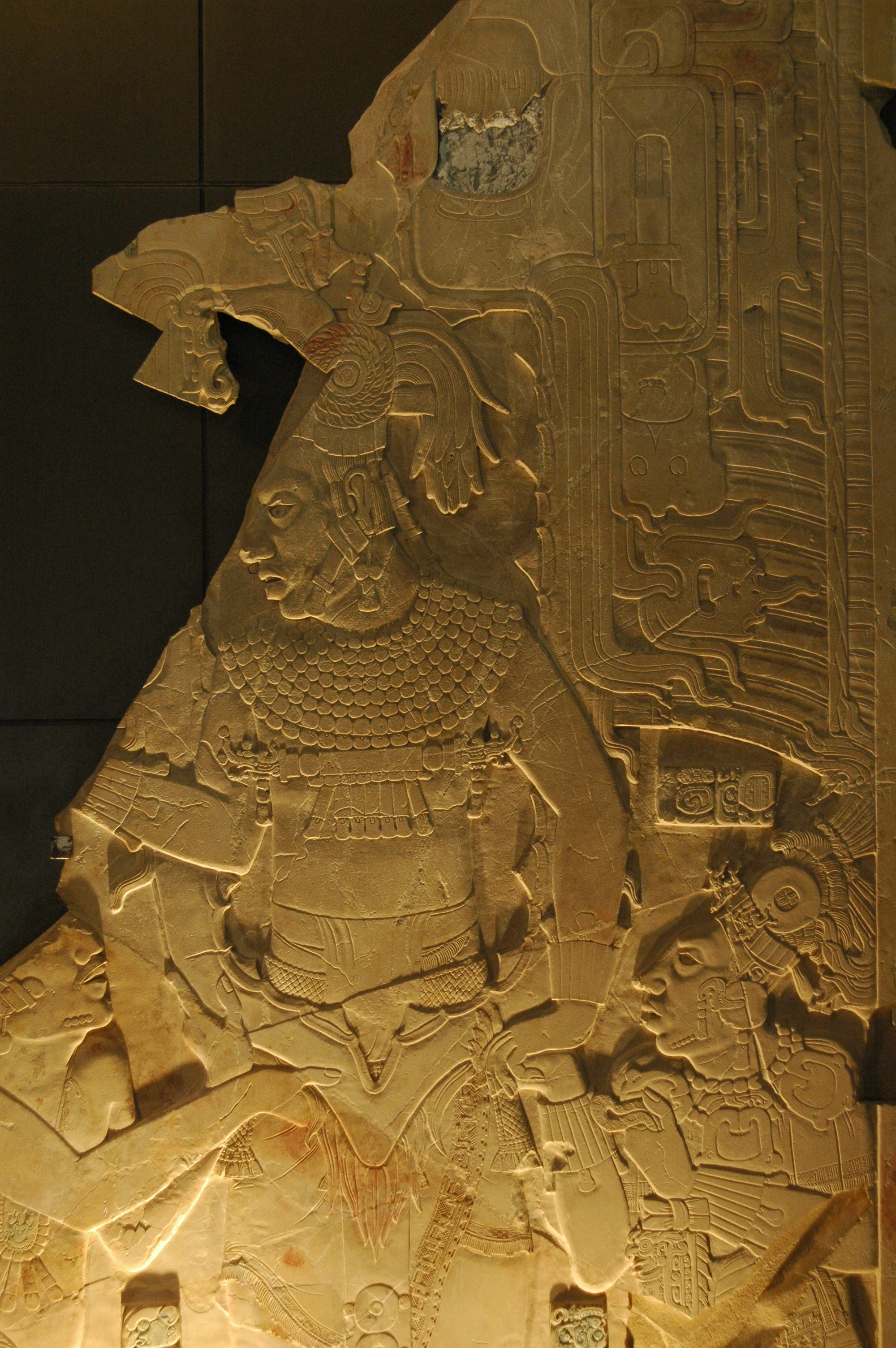
K’inich Ahkal Mo’ Nahb III.; Pfeiler aus Tempel XIX in Palenque

Umzeichnung einer Namensnennung von K’inich Ahkal Mo’ Nahb III.

K’inich Ahkal Mo’ Nahb III. (* 13. September 678; † nach 736) war ein Herrscher (Ajaw) der Maya-Stadt Palenque. Er bestieg den Thron am 30. Dezember 721.

## Herkunft und Familie
K’inich Ahkal Mo’ Nahb III. wurde am 13. September 678 (Lange Zählung 9.12.6.5.8, Kalenderrunde 3 Lamat 6 Sak) als Sohn des Prinzen Tiwol Chan Mat (* 647; † 680) und dessen Gemahlin Kinuw geboren. Er war somit wahrscheinlich ein Enkel von K’inich Janaab Pakal I. (* 603; † 683), dem bedeutendsten Herrscher Palenques. Er war verheiratet mit Men Nik, aus der Ehe ging der spätere Herrscher K'inich K'uk' Bahlam II. hervor. Sein unmittelbarer Nachfolger K'inich Janaab Pakal II. war vermutlich sein Bruder.

## Regierungszeit
K’inich Ahkal Mo’ Nahb III. kam an die Macht, nachdem sein vermutlicher Onkel K’inich K’an Joy Chitam II. (* 644; † um 721?) gestorben war, offenbar ohne männliche Erben zu hinterlassen. Seine Thronbesteigung erfolgte am 30. Dezember 721 (9.14.10.4.2, 9 Ik’ 5 K’ayab). Während seiner Regierungszeit kam es zu mehreren militärischen Auseinandersetzungen, bei denen sich ein Mann namens Chak Suutz’ als Kommandant hervortat. Die erste fand 723 statt und endete mit der Gefangennahme von drei gegnerischen Adligen. Die zweite folgte im Jahr 725 und richtete sich gegen einen Ort namens K’ina’, der wohl zum Einflussbereich von Piedras Negras gehörte. Hierbei wurde ein hoher Würdenträger aus Piedras Negras gefangen genommen. 729 folgten zwei weitere Kampagnen gegen unbekannte Orte, eine davon im Zuge eines Sternenkrieges.

## Bautätigkeit
Die Bautätigkeit von K’inich Ahkal Mo’ Nahb III. konzentrierte sich auf den Südosten von Palenque. Südlich der Kreuzgruppe ließ er die Tempel XVIII, XVIIIa, XIX und XXI errichten. Besonders die Tempel XIX und XXI weisen lange Inschriften auf. Tempel XIX wurde 734 eingeweiht und in den Besitz eines hohen Würdenträgers mit dem Titel yajaw k’ahk’ (Herr des Feuers) übergeben.